# Hof van Kloosterrade
De Hof van Kloosterrade, ook wel Refugie of Refugiehuis van Rolduc (Duits: Klosterrather Hof, Klosterrather Refugium of Kirchrather Hof), was een refugiehuis van de Abdij Rolduc in het centrum van de Duitse stad Aken. Van het door Joseph Moretti ontworpen gebouw resteert slechts de gereconstrueerde barokke toegangspoort op het terrein van de Rheinisch-Westfälische Technische Hochschule (RWTH) aan de Eilfschornsteinstraße.

## Geschiedenis
De Hof van Kloosterrade was waarschijnlijk sinds 1536 het Akense refugiehuis van de circa tien kilometer noordelijker gelegen augustijner Abdij Rolduc, ook wel Abdij Kloosterrade of Abdij van Rode geheten, destijds gelegen in het Land van 's-Hertogenrade (of Land van Rode), tegenwoordig in de Nederlandse gemeente Kerkrade. Waarschijnlijk was het aanvankelijk een bescheiden huis, waar de abt en de monniken van Rolduc in tijden van oorlogsdreiging konden verblijven binnen de relatief veilige muren van de vrije rijksstad Aken. Na de stadsbrand van Aken van 1656 werd het bezit in 1660 aanzienlijk uitgebreid door de aankoop van extra grond, onder andere langs de Eilfschornsteinstraße. Omstreeks 1786 verrees in opdracht van abt Petrus Joseph Chaineux een nieuw gebouw ontworpen door de Akense barokarchitect Joseph Moretti, waarvan alleen de poort naar de binnenplaats resteert. Moretti was voor de abten van Rolduc geen onbekende; in 1754 was onder leiding van deze van oorsprong Zwitsers-Italiaanse architect en sierstucwerker de kloosterbibliotheek van Rolduc tot stand gekomen in de toen populaire rococostijl. In de jaren daarna was Moretti voornamelijk werkzaam in het vlak bij Aken gelegen Vaals. In Aken zelf is alleen de in 1756 voltooide Hongaarse Kapel (Ungarnkapelle) van de Dom van Aken bewaard gebleven.
In 1802 werd het refugiehuis geconfisqeerd door de staat, als gevolg van de secularisatie van kloosters en kerken onder de Eerste Franse Republiek. In 1803 werd het pand door persoonlijke bemoeienis van Napoleon voor slechts 13.000 frank verkocht aan Laurenz Jecker, een speldenfabrikant uit de Elzas, die er samen met de broers Jean-Baptiste en Jean Vincent Victor Migeon een speldenfabriek in wilde vestigen. Een deel van het pand bleef in gebruik als woning. De fabriek met circa 150 werknemers produceerde jaarlijks meer dan een miljoen messing spelden, die naar heel Europa werden geëxporteerd. In 1809, na een crisis, trok Jecker zich terug uit het bedrijf. Hij verkocht zijn aandelen aan de broers Migeon en richtte zich daarna op zijn andere fabrieken in de regio Aken.
In 1811 traden de broers Johann Josef en Johann Heinrich Schervier, die op een naburig perceel aan de Templergraben een koperhof (messingfabriek) exploiteerden, als gelijkwaardige partners toe tot het bedrijf, dat daarna Migeon et Schervier frères heette. In 1816 namen de broers Schervier ook de aandelen van Vincent Victor Migeon over. Van 1823 tot aan zijn dood in 1845 was Johann Heinrich Schervier de enige eigenaar. In het huis aan de Eilfschornsteinstraße 15 groeide onder anderen zijn dochter Franziska Schervier (1819-1876) op, oprichtster in 1845 van de kloostercongregatie van de Arme Zusters van Sint-Franciscus (SPSF).
In 1845 erfde Ludwig Heinrich Schervier het bedrijf van zijn vader. Na een fusie met Adalbert Kern verplaatste hij de fabriek, toen Kern & Schervier geheten, naar de Akense voorstad Burtscheid. Het pand aan de Eilfschornsteinstraße behield hij. De bedrijfsgebouwen op het perceel van de Hof van Kloosterrade werden vervolgens overgenomen door een zoon van Laurenz Jecker, Julius Caesar Jecker (1820-1881), die ze in 1877 overdroeg aan de firma Heusch & Butenberg. Na de dood van Ludwig Heinrich Schervier in 1896 erfde zijn weduwe Franziska, geboren Hock, het landgoed, dat zij in 1910 verkocht aan de machinefabrikant A. Schiffers nadat Heusch & Butenberg hun bedrijf hadden verplaatst naar de leegstaande lakenfabriek Lochner.

### Herbouw
Tijdens de Tweede Wereldoorlog werd de Hof van Kloosterrade verwoest en vervolgens grotendeels afgebroken. Het terrein werd eigendom van de deelstaat Noordrijn-Westfalen en werd gebruikt door de RWTH Aachen. In 1974 werden de restanten van het historische bouwwerk gesloopt om plaats te maken voor de bouw van het Kármán-Auditorium, genoemd naar de Hongaars-Amerikaanse fysicus en luchtvaarttechnicus Theodore von Kármán (1881-1963). Ook de toegangspoort werd afgebroken en in zijn geheel opgeslagen. Na voltooiing van het auditorium in 1977 werd de poort herbouwd met gebruikmaking van de oorspronkelijke bouwfragmenten, zij het iets verplaatst ten opzichte van de oorspronkelijke locatie.
De herbouwde poort werd geïntegreerd in het ontwerp van de openbare ruimte, waarbij er voldoende ruimte werd gelaten voor het (toeleverings)verkeer om er omheen te kunnen rijden. Onder Akense studenten leeft de stadslegende dat de poort van de Hof van Kloosterrade ongeluk brengt. Eerstejaars krijgen te horen dat ze niet zullen afstuderen als ze door de poort lopen. Om die reden lopen veel studenten er omheen.

## Erfgoed
Van de Hof van Kloosterrade is alleen de hardstenen toegangspoort bewaard gebleven. Deze werd in 1786 of kort daarvoor ontworpen door Joseph Moretti in de stijl van de Luiks-Akense barok, die sterk aanleunt tegen het neoclassicisme. De halfronde poortboog wordt geaccentueerd door blokken Naamse steen, waarvan de vormgeving de radiaalvorm van de boog combineert met de horizontale lijnen van de rest van het bouwwerk (zie detailfoto). De extra grote sluitsteen is versierd met voluten, waarin een masker lijkt schuil te gaan. In het halfronde deel van de poortdoorgang is een vermoedelijk modern, maar in Lodewijk XV-stijl vormgegeven smeedijzeren hekwerk aangebracht.
De poortdoorgang wordt geflankeerd door twee pilasters, die bekroond worden door Ionische kapitelen, versierd met gebladerte. Deze ondersteunen een hoofdgestel met consoles, een architraaf en uitkragende lijsten. Aan weerszijden van de poort zijn ter plaatse van de afgebroken vleugels van het refugiehuis bakstenen muren gebouwd, elk versierd met een verticale lijst en een plint van hardstenen blokken. De circa twee meter brede en drie meter hoge muurdelen zijn in een stompe hoek ten opzichte van het poortgebouw geplaatst.
Op het rechter muurdeel is in 1977 een bronzen plaquette aangebracht. Hierop wordt in enkele zinnen de geschiedenis van het gebouw vermeld, inclusief de geboortedatum (3 januari 1819) en het jaar van zaligverklaring (1974) van Franziska Schervier, die hier geboren werd.
Het op het terrein van de voormalige Hof van Kloosterrade gebouwde Kármán-Auditorium (Architekturbüro Volkhammer-Wetzel, 1977) werd in 2014 door het Duitse Amt für Denkmalpflege aangemerkt als "bedeutendes Baudenkmal", onder andere vanwege de brutalistische architectuur, die zich voornamelijk in het interieur openbaart. Het collegezalencomplex is sinds 2017 gesloten en ondergaat sinds 2022 een uitgebreide renovatie.

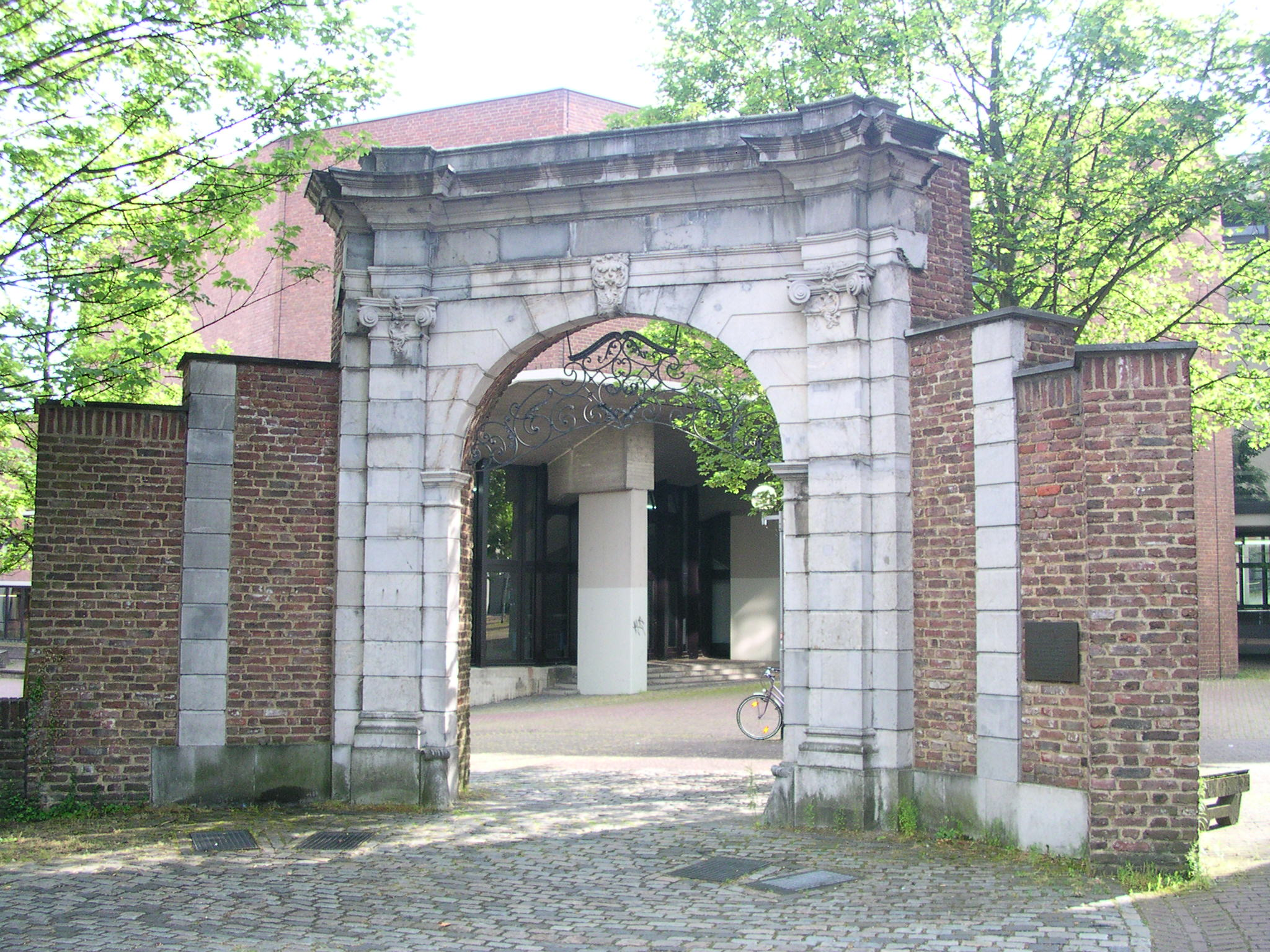
Hardstenen poort met muurdelen
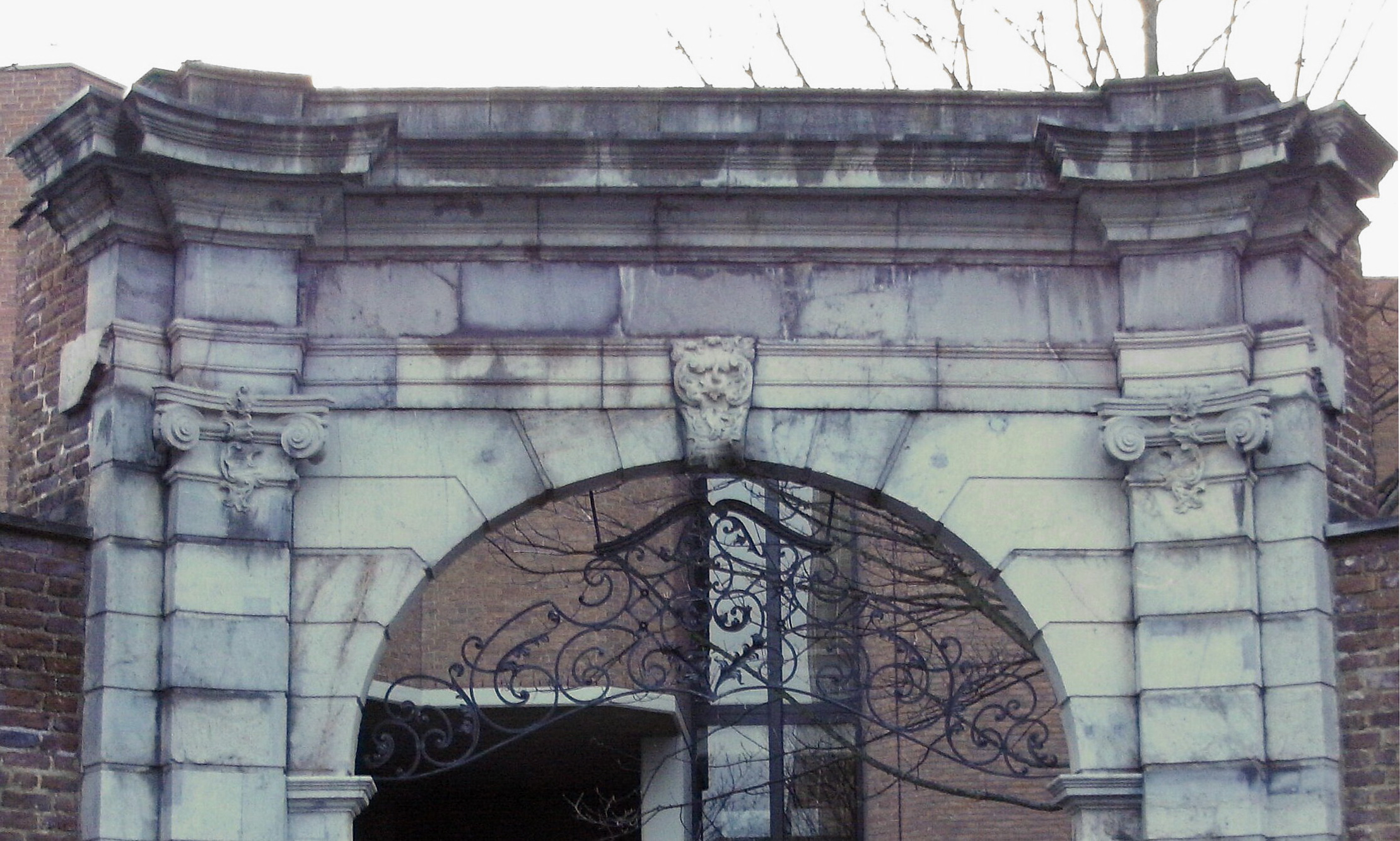
Detail met siersmeedwerk
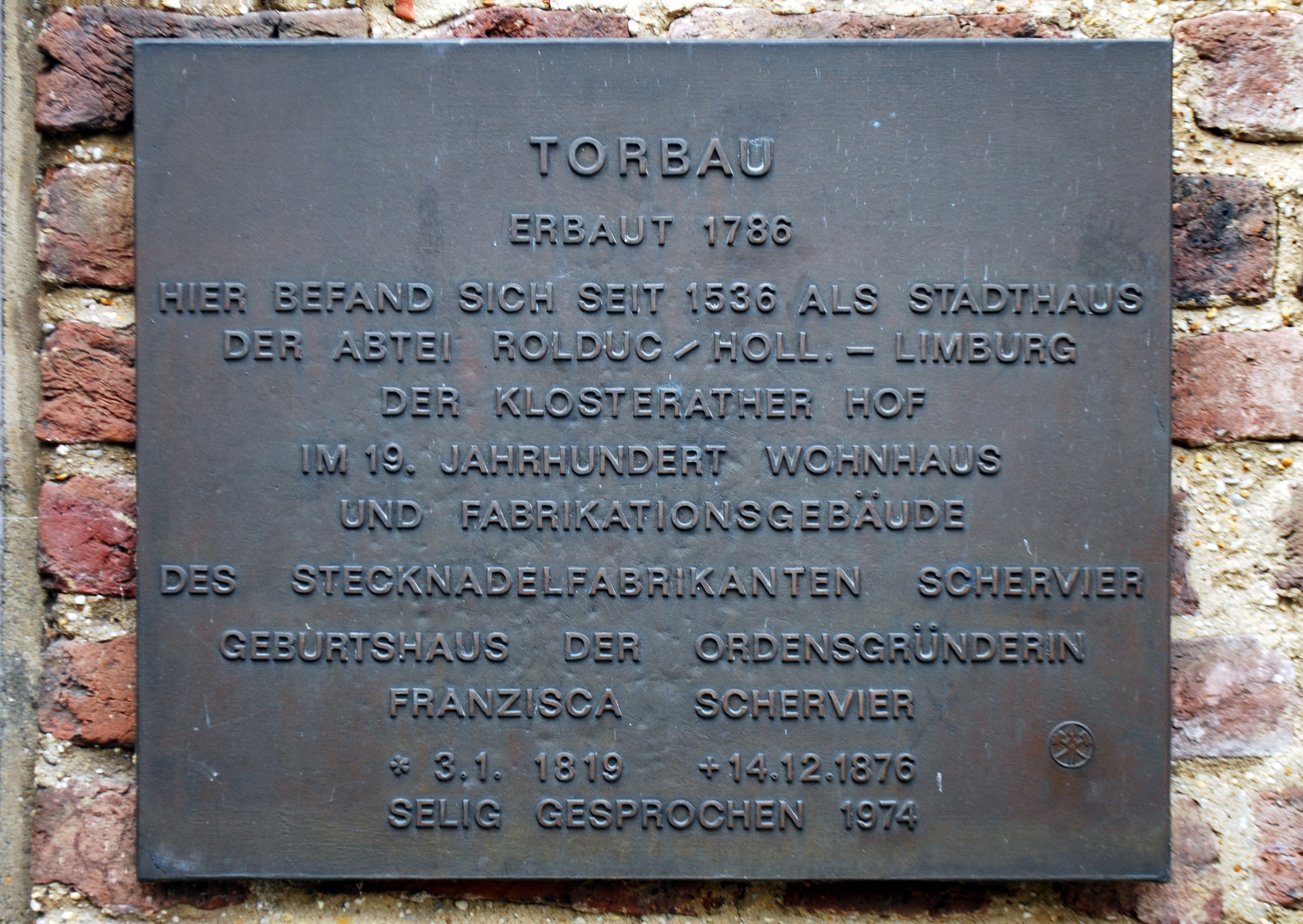
Plaquette
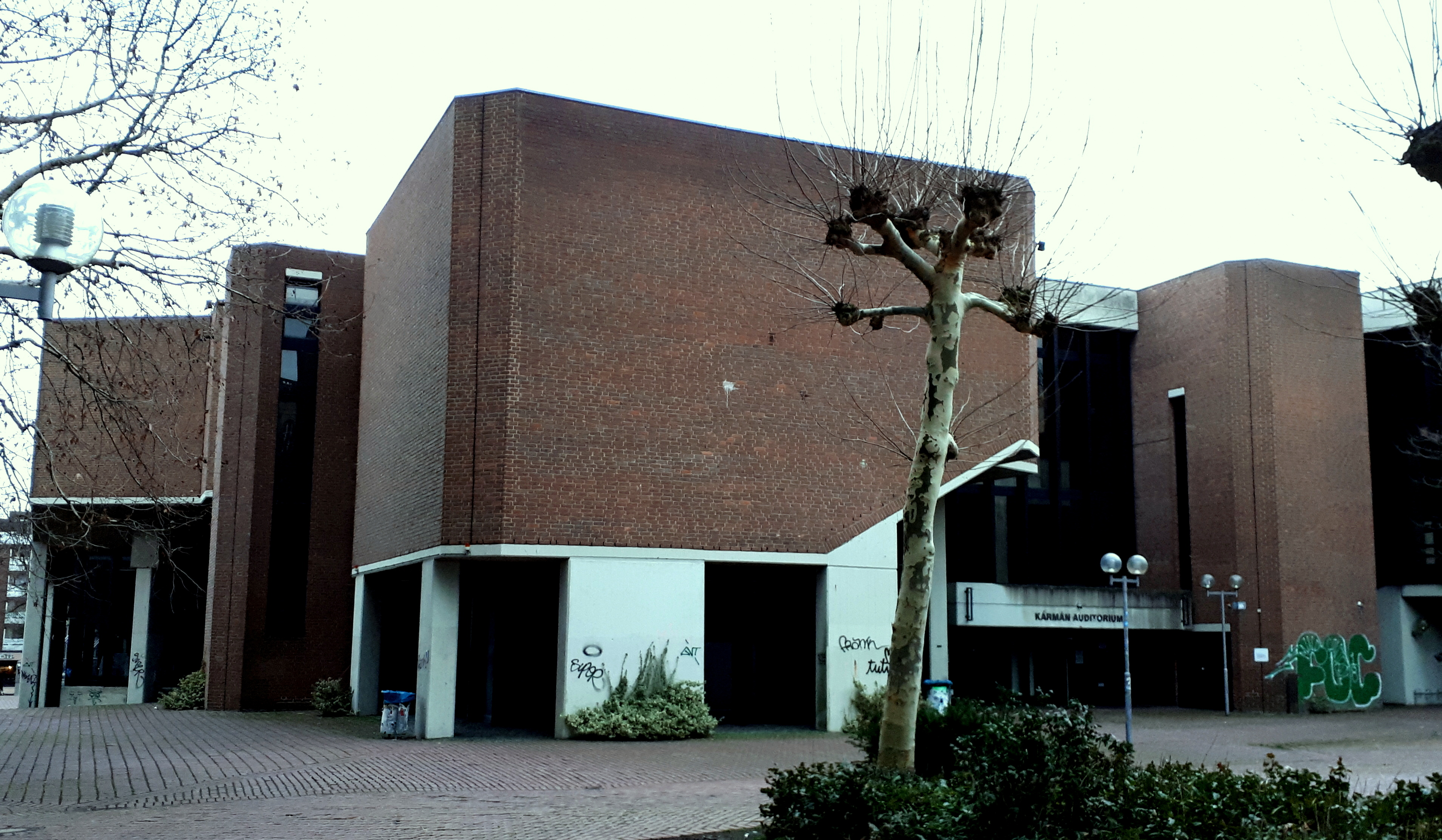
Kármán-Auditorium